# Hermannsburg, Northern Territory
Hermannsburg är en ort i Australien. Den ligger i kommunen MacDonnell och territoriet Northern Territory, omkring 1 300 kilometer söder om territoriets huvudstad Darwin. Antalet invånare är 559.
Trakten runt Hermannsburg är nära nog obefolkad, med mindre än två invånare per kvadratkilometer..
Omgivningarna runt Hermannsburg är i huvudsak ett öppet busklandskap. Genomsnittlig årsnederbörd är 303 millimeter. Den regnigaste månaden är februari, med i genomsnitt 61 mm nederbörd, och den torraste är augusti, med 3 mm nederbörd.